# Pervomaiski (Rassvet)
Pervomaiski - Первомайский (rus) és un possiólok del krai de Krasnodar, a Rússia. Es troba a les terres baixes de Kuban-Azov, a 9 km al sud de Staromínskaia i a 156 km al nord de Krasnodar, la capital del territori. Pertany al possiólok de Rassvet.